# فیلیپ مونتفورت، ارباب صور
'فیلیپ مونفروا (انگلیسی: Philip of Montfort, Lord of Tyre; ۱ ژانویهٔ ۱۲۰۰ – ۱۷ مارس ۱۲۷۰)، ارباب صور از سال ۱۲۴۶ تا زمان ترورش بدست فداییان اسماعیلی (۱۷ اوت ۱۲۷۰) و همچنین ارباب تورون نیز بود. وی پسر گی مونفروا و هلویس ابلین (دختر بالین ابلین) بود.